# JCSAT-1C/Kacific-1
JCSAT-1C/Kacific-1 (vor dem Start auch JCSAT-18) ist ein kommerzieller Kommunikationssatellit der SKY Perfect JSAT Corporation und der Kacific Broadband Satellites.

## Technische Daten
Im Februar 2017 bestellten SKY Perfect JSAT und Kacific Broadband Satellites gemeinsam einen neuen geostationären Satelliten bei Boeing Satellite Systems. Dieser sollte Highspeed-Internet für Kunden im Asien-Pazifikraum bereitstellen können. Boeing baute den Satelliten auf Basis ihres Satellitenbusses der 702-Serie. 
Die Kacific-1-Mission besteht aus insgesamt 56 Spot-Beams im Ka-Band, während die JCSAT-Nutzlast im Ku-Band arbeitet.
JCSAT-17 wog beim Start etwa 7 Tonnen und ist für mindestens 15 Jahre Betriebsdauer ausgelegt. Der Satellit ist dreiachsenstabilisiert und wird von zwei großen Solarpaneelen und Batterien mit Strom versorgt.

## Missionsverlauf
Im September 2017 unterzeichneten die Betreiber der Satellitenmission einen Startvertrag mit SpaceX für die zweite Hälfte von 2019.
JCSAT-18/Kacific-1 startete schließlich am 17. Dezember 2019 (UTC) an Bord einer Falcon-9-Trägerrakete vom Space Launch Complex 40 der Cape Canaveral Space Force Station in eine geostationäre Transferbahn. Von dort aus erreichte er seine geostationäre Position bei 150° Ost durch Zünden seines Bordantriebs und wurde daraufhin in Betrieb genommen. Nach erfolgreicher Aktivierung benannte SKY Perfect JSAT ihren Teil des Satelliten zu JCSAT-1C um, wo er seinen Vorgänger JCSAT-1B ablöste.
Beide Nutzlasten liefern Mobilfunkdienstleistungen und Satelliteninternet für Nutzer in Asien und Ostrussland, während die Ka-Band-Beams von Kacific-1 jeweils bis zu 1,25 Gbit/s senden können.